# Cuestión inglesa
La cuestión inglesa o cuestión de West Lothian (circunscripción del diputado del parlamento británico que la sacó a colación) es una paradoja de la política parlamentaria y territorial de un Estado regional. Consiste en la capacidad de los parlamentarios de votar y decidir sobre asuntos, propuestas y presupuestos que afectan a regiones o zonas distintas a aquellas en las que fueron elegidos, mientras, al mismo tiempo, no pueden votar en el parlamento nacional sobre asuntos que sí incumben a su región de origen, que tiene transferidas las competencias correspondientes.
El problema surgió en 1886, en el debate sobre la ley de autogobierno de Irlanda de ese año. En palabras del primer ministro británico, William Gladstone. Pero fue en 1977 cuando esta cuestión alcanzó la primera línea de actualidad. Fue el parlamentario laborista Tam Dalyell, parlamentario por West Lothian, en Escocia, quien se dirigió a la Cámara en el debate sobre el autogobierno para Escocia y Gales:

¿Hasta cuándo van a tolerar los diputados ingleses que haya al menos 119 diputados de Escocia, Gales e Irlanda del Norte ejerciendo un importante, probablemente decisivo, efecto en la política inglesa cuando ellos mismos no tienen voz en los mismos asuntos de Escocia, Gales e Irlanda del Norte?

Dalyell mostraba así lo absurdo que era para él poder votar en leyes que afectaban a un municipio inglés, pero no a un municipio de su propia circunscripción, al estar transferidas las competencias de gestión municipal entonces a los gobiernos locales de cada zona de Escocia, y hoy en día, al Gobierno de Escocia.

## La cuestión en la actualidad
A partir de la transferencia de competencias del Reino Unido a Escocia, los parlamentarios escoceses han sido claves en varias votaciones sobre asuntos que afectan exclusivamente a Inglaterra.
Una encuesta del diario Daily Telegraph afirma que la población escocesa considera injusta la cuestión de West Lothian, al poner a sus parlamentarios en desventaja.

## Posibles soluciones
Algunas soluciones propuestas para acabar satisfactioriamente con esta situación paradójica son:
- Hacer que solo los parlamentarios ingleses voten sobre leyes que solo incidan sobre Inglaterra.[3]
- Crear un parlamento regional para Inglaterra, a semejanza de los existentes en Escocia, Gales e Irlanda del Norte, y atribuirle las competencias sobre asuntos que solo afecten a Inglaterra, y dejar la Cámara de los Comunes para leyes que incumban al conjunto del Reino Unido.[4]
- Crear un parlamento para cada región de Inglaterra, transfiriendo las competencias sobre política regional a todas las regiones del reino, incluso a aquellas que no tienen una historia de autogobierno o interés mayoritario de su población en conseguirlo. El gobierno de Tony Blair intentó implantar progresivamente este sistema, empezando en la región del Nordeste, pero abandonó el proyecto al ser rechazado en referéndum por los habitantes de la región.[5]

Otras posibles soluciones más extremas pasarían por la eliminación de los gobiernos autonómicos de Escocia, Gales e Irlanda del Norte, o conceder la independencia a estos países.